# Мовіла (Селчоара, Димбовіца)
Мовіла (рум. Movila) — село у повіті Димбовіца в Румунії. Входить до складу комуни Селчоара.
Село розташоване на відстані 55 км на північний захід від Бухареста, 19 км на південний схід від Тирговіште, 147 км на схід від Крайови, 98 км на південь від Брашова.

## Населення
За даними перепису населення 2002 року у селі проживала 271 особа, усі — румуни. Усі жителі села рідною мовою назвали румунську.